# Hugo von Hofmannsthal
Hugo Laurenz August Hofmann, Edler von Hofmannsthal (Viena, 1 de fevereiro de 1874 — Rodaun, perto de Viena, 15 de julho de 1929), foi um escritor e dramaturgo austríaco e um dos instituidores do Festival de Salzburgo. Hofmannsthal alcançou prestígio internacional graças a sua colaboração com o compositor e maestro alemão Richard Strauss e foi um dos mais importantes representantes do movimento Fin de Siècle da língua alemã.

## Obras (seleção)

### Dramas
- 1891 - Gestern
- 1893 - Idylle (estreia: 1898 em München)
- 1894 - Der Tor und der Tod
- 1900 - Das Bergwerk zu Falun (estreia: 1932)
- 1906 - Ödipus und die Sphinx (estreia: 1906 em Berlin)
- 1911 - Jedermann. (estreia: 1911 em Berlin; estreia da versão nova: 1920 em Salzburg)
- 1915 - Der Tod des Tizian
- 1921 - Der Schwierige (estreia: 1921 em München)
- 1922 - Das Salzburger Große Welttheater (estreia: 1922 em Salzburg)
- 1923/25 - Der Turm (estreia: 1948 em Viena)
- 1923 - Der Unbestechliche. (estreia: 1923 em Viena)
- 1927 - Der Turm (estreia versão nova: 1928 em Hamburg e München)

### Libretos
(escritos para as óperas de seu amigo, Richard Strauss)
- 1908 - Elektra
- 1911 - Der Rosenkavalier
- 1912 - Ariadne auf Naxos
- 1913 - Die Frau ohne Schatten
- 1928 - Die Ägyptische Helena
- 1929 - Arabella

### Romance (fragmento)
- 1907-1927 - Andreas oder Die Vereinigten (estreia: 1932 em Berlin)

### Livros
(correspondências que Hugo von Hofmannsthal guardou, trocadas com Edgar Karg (1872-1905))
- 1890 a 1905 - As palavras não são deste mundo

## Literatura (seleção)
- Hofmannsthal und seine Zeit – Eine Studie, Herrmann Broch, Suhrkamp, Frankfurt am Main, 1955 (1947/48).
- Hugo von Hofmannsthal, Hans-Albrecht Koch, Dtv, München 2004, ISBN 3-423-31018-9.
- A Mulher Sem Sombra (Die Frau ohne Schatten), Editora: Iluminuras 1991, ISBN 85-85219-40-8.
- „Die Zauberschrift der Bilder“. Bildende Kunst in Hofmannthals Texten, (Reihe Litterae 55), Ursula Renner, Rombach, Freiburg 2000.
- L’ideale eroico e la sua negazione nel ‘libretto’ di Hofmannsthal, Fausto Cercignani, em Francesco Degrada, Ariadne auf Naxos, Milano, Edizioni del Teatro alla Scala, 2000, 108-129.
- Andreas oder Die Vereinigten von Hugo von Hofmannsthal : eine kulturpsychoanalytische Untersuchung, Anke Junk, Impr. Henner Junk, Hannover 2015, OCLC 1002264029.
- As palavras não são deste mundo com Edgar Karg, Editora Âyiné, Veneza 2017, e-book em português
- Cartas para Este Tempo: Uma carta ("A Carta de Lord Chandos") e cartas do regresso, BCF Editores, Lisboa, 2020. ISBN: 9789895424344